# Tamsyn Manou
Tamsyn Carolyn Lewis-Manou, avstralska atletinja, * 20. julij 1978, Melbourne, Avstralija.
Nastopila je na poletnih olimpijskih igrah v letih 2000, 2004 in 2008, leta 2000 je osvojila peto mesto v štafeti 4x400 m. Na svetovnih dvoranskih prvenstvih je osvojila naslov prvakinje v teku na 800 m leta 2008 in srebrno medaljo v štafeti 4x400 m leta 1999, v slednji disciplini je osvojila tri zlate medalje na igrah Skupnosti narodov.